# Stausee Rabenstein
Der Stausee Rabenstein (auch Stausee Oberrabenstein genannt) ist eine Talsperre im Nordwesten der kreisfreien Stadt Chemnitz in Sachsen. Er liegt in den Stadtteilen Rabenstein und Grüna und erstreckt sich dabei auf die Gemarkungen Oberrabenstein und Grüna. Der Staudamm sowie der überwiegende Teil der Freizeitanlagen liegen auf Oberrabensteiner Flur. Westlich an den Stausee grenzt der Rabensteiner Wald.
Der See wurde zwischen 1972 und 1976 als Kernbereich des städtischen Betriebes Naherholungszentrum Oberrabenstein angelegt und 1976 als Badesee mit Ruderbetrieb eröffnet. Zum Betrieb Naherholungszentrum Oberrabenstein gehörten ein Campingplatz, das FKK-Bad mit Sauna und das Wildgatter mit Reit- und Fahrbetrieb. Nach der Wende wurde das Naherholungszentrum als städtischer Betrieb aufgelöst und die einzelnen Bereiche anderen städtischen Betrieben angegliedert bzw. privatisiert.
Der See wird nach wie vor als beliebtes Freibad mit Badestrand genutzt (geprüftes EU-Badegewässer), hier steht u. a. die längste Edelstahlwasserrutsche Deutschlands. Heute ist das Naherholungsgebiet Oberrabenstein ein Teil der Freizeitregion Rabenstein, welche vielfältige Möglichkeiten der Freizeitgestaltung und Erholung bietet. So findet man hier am Stadtrand von Chemnitz außer dem Badesee auch Burg und Schloss Rabenstein, eine Saunalandschaft, einen Kletterwald, einen Campingplatz mit Bungalows, einen Panoramawanderweg über das alte Rabensteiner Viadukt und das Wildgatter Oberrabenstein. Im Süden dieser Region sind auch der Tierpark Chemnitz beheimatet und als besonders sehenswertes Ausflugsziel die Felsendome Rabenstein, ein ehemaliges Kalkbergwerk. Wanderern bietet der Rabensteiner Wald mit dem Totenstein als höchster Erhebung vielfältige Möglichkeiten der Entspannung.
Das Gelände des Stausees ist eingezäunt und im Sommer nur gegen Eintrittsgeld zu betreten. Bewirtschaftet wird das Objekt von der kommunalen Eissport- und Freizeit GmbH.
Am Stausee finden vielfältige Veranstaltungen statt. So fand zum Beispiel in den Jahren 1999 bis einschließlich 2006 das HipHop-Festival splash! statt. 2012 und 2013 gastierte das kostenlose MS-Beat-Featival am Stausee. 2013 rief die Chemnitzer Band Kraftklub das Kosmonaut Festival an gleicher Stelle ins Leben. Rund um den Stausee und durch den Rabensteiner Wald findet mit dem Heavy 24 MTB jedes Jahr im Juni das mit über 1000 Startern größte 24-Stunden-MTB-Rennen der neuen Bundesländer statt.
Das Absperrbauwerk ist ein Steinschüttdamm. Die gestauten Gewässer sind der Tränkbach und der Eisenbach.